# 河相洌
河相 洌（かわい きよし、1927年10月22日 - 2024年1月6日）は元盲学校職員。日本初の盲導犬オーナー。

## 人物
カナダ・バンクーバーに生まれる。実父は外交官の河相達夫。1945年慶應義塾大学（予科）に入学するが、在学中に失明して中退する。しかし1952年に復学し、1956年に文学部哲学科を卒業。
その後、滋賀県立盲学校の教員として就職。この間、のちのアイメイト協会創設者・塩屋賢一に出会い、河相からの依頼で塩屋の手によって調教された日本初となる盲導犬・チャンピイとの生活を始める。このことがきっかけで、日本においての盲導犬（ひいては介助犬や聴導犬）の拡大につなげていくことにもなった。
1960年から静岡県立浜松盲学校で教員として勤務し1988年に退職。その後も盲導犬についての啓蒙・普及のための講演や著書執筆をしていた。

## 著書
- 『ぼくは盲導犬チャンピイ』（朝日新聞社、1967年）（偕成社文庫、1981年）
- 『盲導犬・40年の旅 - チャンピイ、ローザ、セリッサ』（偕成社、2001年）
- 『大きなチビ、ロイド - 盲導犬になった子犬のものがたり』（文芸社、2004年）
- 『花みずきの道』（文芸社、2010年）
- 『回想のロイド - 盲導犬との50年』（文芸社、2010年）
- 『妻・繰り返せぬ旅 - 忘れ得ぬ人々』（文芸社、2017年）
- 『永遠の門』（文芸社、2019年）
- 『句集 冬の蘭』（文芸社、2019年）
- 『青春の波濤』（文芸社、2020年）
- 『花の行方』（文芸社、2023年）

## 河相を取り上げたテレビ番組
- 「プロジェクトX〜挑戦者たち〜」（2002年2月　「ゆけ!チャンピイ 奇跡の犬」　ドキュメンタリー　本人出演）
- 「ありがとう!チャンピイ」（2008年9月　土曜プレミアム=フジテレビジョン系　ドラマ　河相役は伊藤淳史が担当）